# الیگنی-کاسن
الیگنی-کاسن (به فرانسوی: Alligny-Cosne) یک کمون در فرانسه است که در منطقه نی‌یور واقع شده‌است.

## خصوصیات
الیگنی-کاسن ۳۴٫۴۱ کیلومترمربع مساحت و ۸۷۲ نفر جمعیت دارد و ۲۷۵ متر بالاتر از سطح دریا واقع شده‌است.